# Diana Baumrind

Diana Blumberg Baumrind (23 de agosto de 1927-13 de septiembre de 2018) fue una psicóloga clínica, especializada en psicología del desarrollo, conocida por su investigación sobre estilos parentales y crítica del uso del engaño en investigación psicológica.

## Vida
Baumrind nació en una comunidad judía en Nueva York, la primera de dos hijas de Hyman y Mollie Blumberg. Completó su B.A. en Psicología y Filosofía en Hunter College en 1948, y su maestría y doctorado en Psicología en la Universidad de California, Berkeley. Su tesis doctoral se tituló "Algunos factores determinantes de la personalidad y la situación del comportamiento en un grupo de discusión".
Después de obtener su doctorado, se desempeñó como psicóloga del personal en Cowell Memorial Hospital en Berkeley. También fue directora de dos proyectos del Servicio de salud pública de los Estados Unidos y consultora de un proyecto estatal en California. De 1958 a 1960 también tuvo una práctica privada en Berkeley.
Fue psicóloga del desarrollo en el Instituto de Desarrollo Humano, Universidad de California, Berkeley. Era conocida por su investigación sobre estilos parentales y por su crítica de engaño en investigación psicológica, especialmente Experimento controvertido de Stanley Milgram.
- Autoritario ("Demasiado duro"): el estilo de crianza autoritario se caracteriza por una gran exigencia con baja capacidad de respuesta. El padre autoritario es rígido, duro y exigente. Los padres abusivos generalmente caen en esta categoría (aunque Baumrind tiene cuidado al enfatizar que "no" todos los padres autoritarios son abusivos).
- Permisivo ("Demasiado suave"): este estilo de crianza se caracteriza por una baja exigencia con alta capacidad de respuesta. El padre permisivo es demasiado receptivo a las demandas del niño, rara vez hace cumplir reglas consistentes. El "niño mimado" a menudo tiene padres permisivos.
- Democrático ("Adecuado"): este estilo de crianza se caracteriza por una gran exigencia con una gran capacidad de respuesta. El padre democrático es firme pero no rígido, dispuesto a hacer una excepción cuando la situación lo amerite. El padre democrático responde a las necesidades del niño pero no es indulgente. Baumrind deja en claro que  el estilo democrático es el más adecuado.

Baumrind ha estudiado los efectos del castigo corporal en los niños, y ha concluido que los azotes leves, en el contexto de un estilo de crianza democrático (no autoritario) es poco probable que tengan un efecto perjudicial significativo, si se tiene cuidado de controlar otras variables como el estado socioeconómico. Ella observa que estudios previos que demuestran una correlación entre el castigo corporal y los malos resultados no lograron controlar variables como el estado socioeconómico. Las familias de bajos ingresos tienen más probabilidades de emplear castigos corporales en comparación con las familias acomodadas. Los niños de barrios de bajos ingresos tienen más probabilidades de cometer crímenes violentos en comparación con los niños de barrios ricos. Pero cuando se realizan controles apropiados para el ingreso familiar y otras variables independientes, Baumrind cree que el castigo corporal leve per se no aumenta la probabilidad de malos resultados. Esta afirmación, a su vez, atrajo críticas y contraposiciones de otros investigadores en la misma publicación, por ejemplo: Ya sea dañino o no, todavía no existe evidencia de efectos beneficiosos.
Sus influencias científicas incluyen Theodor Adorno, Else Frenkel-Brunswik, Daniel J. Levinson, Nevit Sanford, Egon Brunswik, David Krech, Richard S. Crutchfield